# Vendegies-sur-Écaillon
Vendegies-sur-Écaillon is een gemeente in het Franse Noorderdepartement (Frans: département du Nord) (regio Hauts-de-France) en telde op 1 januari 2022 1.123 inwoners. De plaats maakt deel uit van het arrondissement Cambrai.

## Geografie
De oppervlakte van Vendegies-sur-Écaillon bedroeg op 1 januari 2022 6,57 vierkante kilometer; de bevolkingsdichtheid was toen 170,9 inwoners per km².

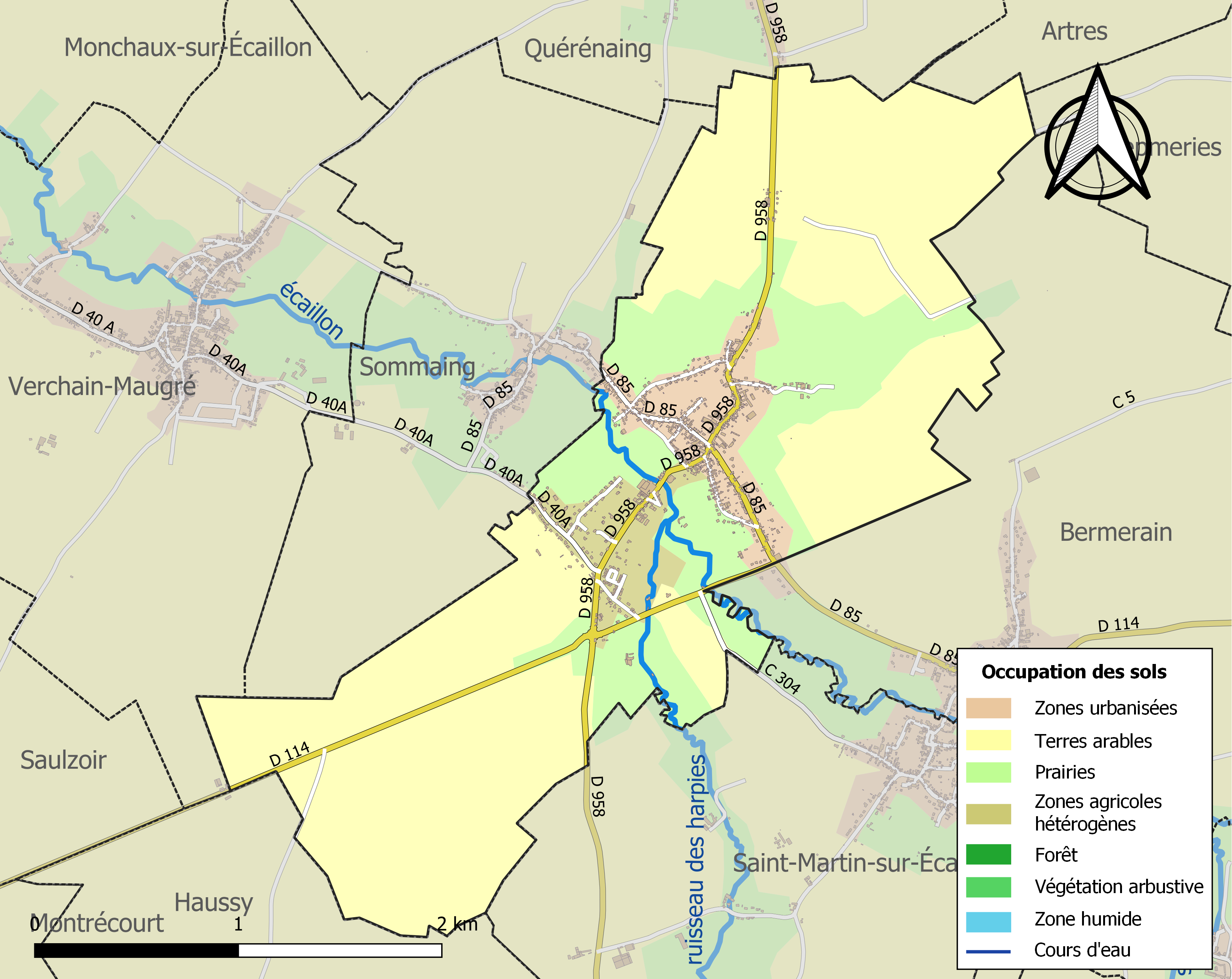
Kaart van de gemeente met belangrijkste infrastructuur, bodemgebruik en omliggende gemeenten

## Demografie
Onderstaande figuur toont het verloop van het inwonertal (bron: INSEE-tellingen).